# Національний столичний округ (Папуа Нова Гвінея)
Національний столичний округ — урбанізована територія Порту-Морсбі та його передмість. Населені пункти, що входять до складу округу: Баділі, Бороко, Вайгані, Габуту, Гереху, Гогола, Гогола-Норт, Гордонс, Гордонс-Норт, Еріма, Каугере, Кила, Коки, Конедобу, Коробозеа, Матирого, Мората, Ньютаун, Сабама, Сарага і Фрімайл. До складу округу входить найбільше село Папуа Нової Гвінеї — Гануабада.